# La Mesa, La Huerta
La Mesa är en ort i Mexiko.   Den ligger i kommunen La Huerta och delstaten Jalisco, i den sydvästra delen av landet, 600 km väster om huvudstaden Mexico City. La Mesa ligger 312 meter över havet och antalet invånare är 142.
Terrängen runt La Mesa är kuperad åt nordost, men åt sydväst är den platt. Terrängen runt La Mesa sluttar söderut. Runt La Mesa är det glesbefolkat, med 12 invånare per kvadratkilometer. Närmaste större samhälle är Cofradía, 19,8 km sydost om La Mesa. I omgivningarna runt La Mesa växer i huvudsak lövfällande lövskog.